# Mölleryds naturreservat
Mölleryd är ett naturreservat i Ronneby kommun i Blekinge län.
Området är skyddat sedan 1982 och omfattar 22 hektar. Det är beläget nordost om Ronneby och består av en 3 km lång ryggformad rullstensås som sträcker sig i nordsydlig riktning. Denna Möllerydsås är en del av Johannishusåsarna.
Åsen är skogklädd och omges av åker, betesmark och barrskog. Den södra delen är flack och glest bevuxen med tall. Norrut blir åsen högre. På den östra sidan växer blandskog av ek och gran. En del ekar är vidkroniga och vittnar om ett tidigare mer öppet landskap.
I söder gränsar området till Tallets naturreservat och i öster ligger Johannishus slott och naturreservaten Johannishus åsar och Gise Höna.   